# مصطفى زازاي
مصطفى زازاي (بالألمانية: Mustafa Zazai)‏ (9 مايو 1993 بكابل في أفغانستان - ) هو لاعب كرة قدم ألماني في مركز الوسط. شارك مع منتخب أفغانستان لكرة القدم. أما مع النوادي، فقد لعب مع نادي سانت باولي وTSG Neustrelitz ‏ ونادي لوبيك ‏.

## وصلات خارجية
- مصطفى زازاي على موقع الاتحاد الدولي (مؤرشف)  (الإنجليزية)
- مصطفى زازاي على موقع قاعدة بيانات كرة القدم.إي يو (الإنجليزية)
- مصطفى زازاي على موقع ناشيونال فوتبول تيمز (الإنجليزية)
- مصطفى زازاي على موقع Soccerway.com (الإنجليزية)
- مصطفى زازاي على موقع عالم كرة القدم.نت (الإنجليزية)